# Casa Babiloni-Bardoll
La Casa Babiloni-Bardoll, situada al carrer Mesón de Vilafamés, a la comarca de la Plana Alta, és un edifici residencial fortificat i datat a 1561, com s'indica al dintell d'un dels balcons, a més de la paraula Gual, que podria ser el cognom del propietari original. Està catalogat com Bé d'Interès Cultural segons consta en l'ANNEX II Béns d'interès cultural compresos en el conjunt històric, del Decret 80/2005, de 22 d'abril, pel qual es declara Bé d'Interès Cultural el Conjunt Històric de Vilafamés; amb codi 12.05.128-023 de la Generalitat Valenciana, i anotació ministerial RI-51-0011560, i data d'anotació febrer de 2006.